# Andalusitgrat
Der Andalusitgrat ist ein Berggrat im ostantarktischen Viktorialand. In den Usarp Mountains ragt er am südwestlichen Ausläufer der Daniels Range auf. 
Wissenschaftler der deutschen Expedition GANOVEX I (1979–1980) nahmen seine Benennung vor. Namensgeber ist das hier gefundene Mineral Andalusit.